# クロロゲン酸
クロロゲン酸（クロロゲンさん、chlorogenic acid）は、植物界に広く存在するポリフェノールであり、桂皮酸誘導体（カフェ酸、フェルラ酸等）とキナ酸のエステル化合物の総称である。コーヒー生豆から初めて単離され、熱に不安定で焙煎で容易にコーヒー酸とキナ酸に分解する。
コーヒー生豆にはクロロゲン酸類が5%–10%と、とりわけ多く含まれている。コーヒー生豆に含まれるクロロゲン酸類は、3-カフェオイルキナ酸(3-CQA)、4-カフェオイルキナ酸(4-CQA)、5-カフェオイルキナ酸(5-CQA)、3-フェルロイルキナ酸(3-FQA)、4-フェルロイルキナ酸(4-FQA)、5-フェルロイルキナ酸(5-FQA)、ジカフェオイルキナ酸(di-CQA)からなる化合物である。カフェインとともにコーヒー抽出液冷却時に認められる白濁の原因とされる。コーヒー抽出液の味覚における影響は複雑である（濃度その他の条件で渋、酸および甘を示す）。抽出時間が長すぎた時に顕われる雑味の原因とされる。
鉄(III) イオンの存在下で緑がかった黒色の化合物となる。アルカリ条件下で橙色を呈する。ラジカル捕捉能を持つため、抗酸化作用が期待されている。

## 生理作用
試験管内実験や動物実験では血糖値上昇抑制効果が認められているが、人を対象にした信頼性の高い研究で有効性は確認されていない。
辛味を抑える作用が有る。

### 食薬区分
食薬区分では、「専ら医薬品として使用される成分本質 (原材料)」にも「医薬品的効能効果を標ぼうしない限り医薬品と判断しない成分本質 (原材料)」（非医薬品）にも該当せず、医薬品的な効能効果を表示することができない。ただしコーヒーのように『明らか食品（医薬品に該当しないことが明らかに認識される食品）』であれば効能を表示しても薬機法（旧薬事法）には違反しない。しかし「癌が治る」「血糖値が下がる」「血液を浄化する」といった誇大な医薬品的効果効能表示（店頭や説明会における口頭での説明も含む）を行うと、景品表示法や健康増進法の規制の対象となる。
コーヒーから抽出したクロロゲン酸類（5-カフェオイルキナ酸として）を関与成分とし、「体脂肪が気になる方に適する」「血圧が高めの方に適する」という保健用途の表示ができる特定保健用食品が許可されている。
コーヒー、ボタンボウフウ、ゴボウから抽出したクロロゲン酸を関与成分とした健康食品が、機能性表示食品として届けられている。機能性表示食品とは、国が審査は行わず、事業者が自らの責任において機能性の表示を行うもので、「体脂肪が気になる方に適する」「肌の水分量を高め、乾燥を緩和する機能があることが報告されている」「食後の血糖値上昇を緩やかにする機能が報告されている」などの表示をしている。機能性表示食品に関しては、利益相反によるバイアスの可能性などが指摘されている。

### 安全性
サプリメントなど濃縮物として摂取する場合の安全性に関しては、信頼できる十分な情報は見当たらないため、特に妊婦・授乳婦、小児は自己判断でのサプリメントの摂取は控えること。

## 物性
- 水に可溶。アルコール、アセトンに易溶。
- 渋みを持つ（低濃度では酸味）。
- 味覚修飾物質（水に甘味を与える。ただし弱い）。

## 異性体
- ネオクロロゲン酸（英語版） - プルーンに含まれる代表的なフェノール酸。